# Tisza László (fizikus)
Tisza László (Budapest, 1907. július 7. – Cambridge, Massachusetts, 2009. április 15.) magyar-amerikai fizikus, az amerikai Massachusetts Institute of Technology professzora.

## Életrajz
A Fő utca 12-ben, Tisza Béla könyvkereskedő és Herzog Kamilla gyermekeként született. A Petőfi (Verbőczy) gimnáziumban végezte középiskolai tanulmányait. 1925-ben holtversenyben Teller Edével és Fuchs Rudolffal első lett a matematikai Eötvös versenyen. Ebben az évben beiratkozott a Pázmány Péter Tudományegyetem matematika szakára. Ezt két év után otthagyta, és 1927-ben Bonnba ment. Könyvkereskedőnek tanult, hogy később átvegye édesapja üzletét, ez azonban zsidó származása miatt meghiúsult. Ekkor beiratkozott a Göttingeni Egyetemre, majd 1930-ban Lipcsében Heisenberg tanszékén kvantummechanikával kezdet foglalkozni. Teller hívta át oda egy szemeszterre, és közösen írtak egy cikket, amelyben az infravörös molekuláris spektrum egy addig meg nem értett tulajdonságát értelmezték, továbbfejlesztve az elméletet. Tisza ebből a témakörből védte meg egyetemi doktori disszertációját Budapesten, Ortvay Rudolfnál.
Ortvay felkérésére 1929-ben ő tartotta az első előadást  az alfa-bomlásnak alagúteffektuson alapuló, George Gamow által adott magyarázatáról azon az elméleti fizikai szemináriumsorozaton, amely ma Ortvay kollokvium néven fut az ELTE-n.
1930-ban hazatért, de kommunista iratok terjesztésében való részvételért letartóztatták, majd elítélték. Szabadulása után Teller közbenjárására Landau hívta meg 1934-ben Harkovba, az Ukrán Fizikai-Technikai Intézetbe. Tisza László neve az ötödik azon a hosszú listán, amely a híres „Landau-minimum” vizsgát letett fizikusok nevét őrzi. Érdeklődése itt fordult a termodinamika felé; ezt a tudományágat Landau megújította, összekapcsolván a kvantummechanikával. Ezután Szilárd Leó közvetítésével a Párizsban dolgozó Fritz Wolfgang London munkatársa lett.
Az 1938 januárjában felfedezett szuperfolyékonyság Tisza-féle kétfolyadék elméletével írta be a nevét a fizika történetébe. Az 1940-es franciaországi német bevonulás miatt az USA-ba emigrált.
1941-ben kapott állást a Massachusetts Institute of Technology-n. Fő oktatási területe a termodinamika lett, „Generalized Thermodynamics” (Általánosított termodinamika) című könyve mindmáig e tudományág egyik alapvető, pedagógiailag is jelentős műve. Az oktatást és a kutatást 1974-ben történt nyugdíjba vonulása után is folytatta.